# Kernseife

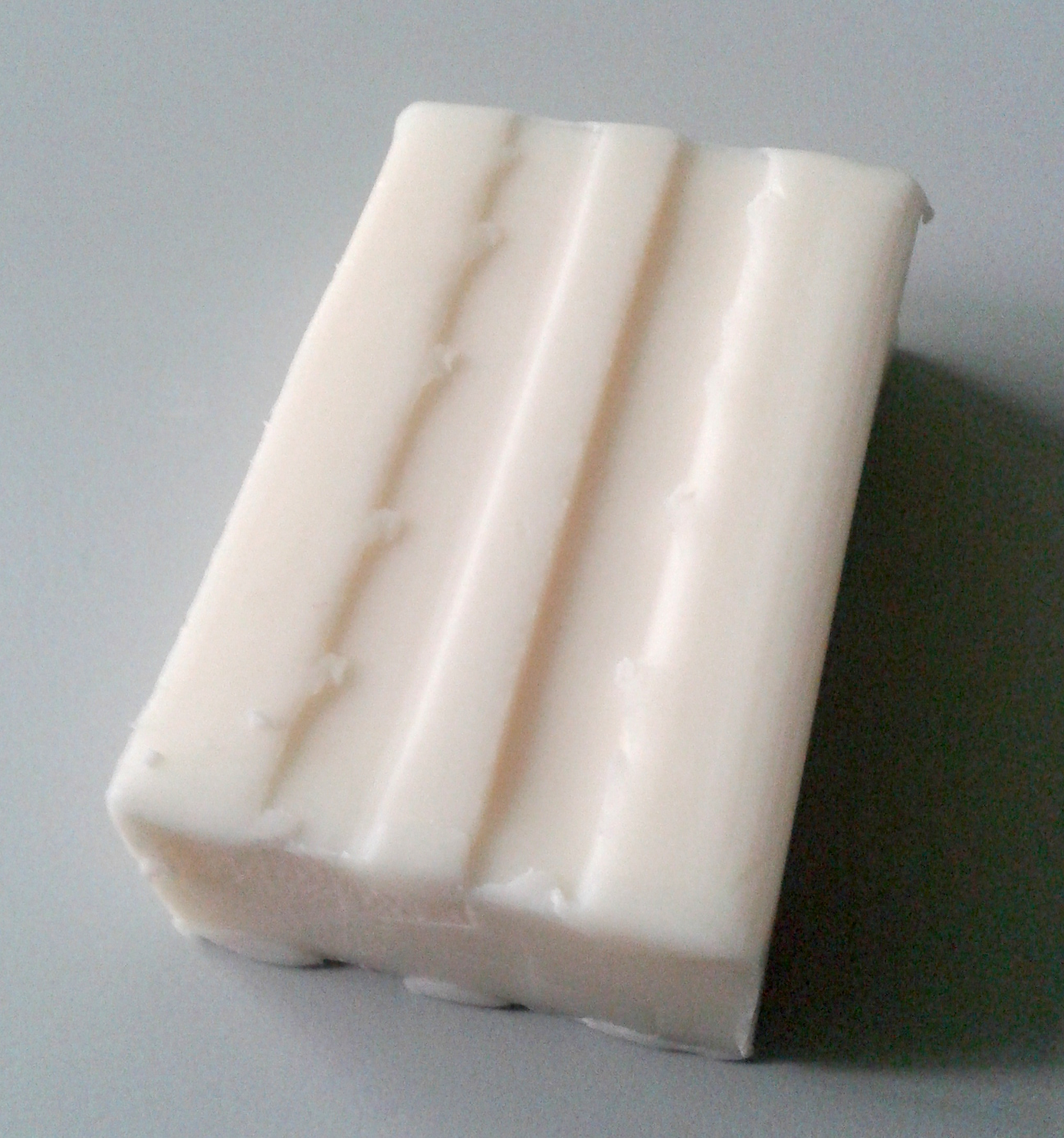
Deutsche Kernseife

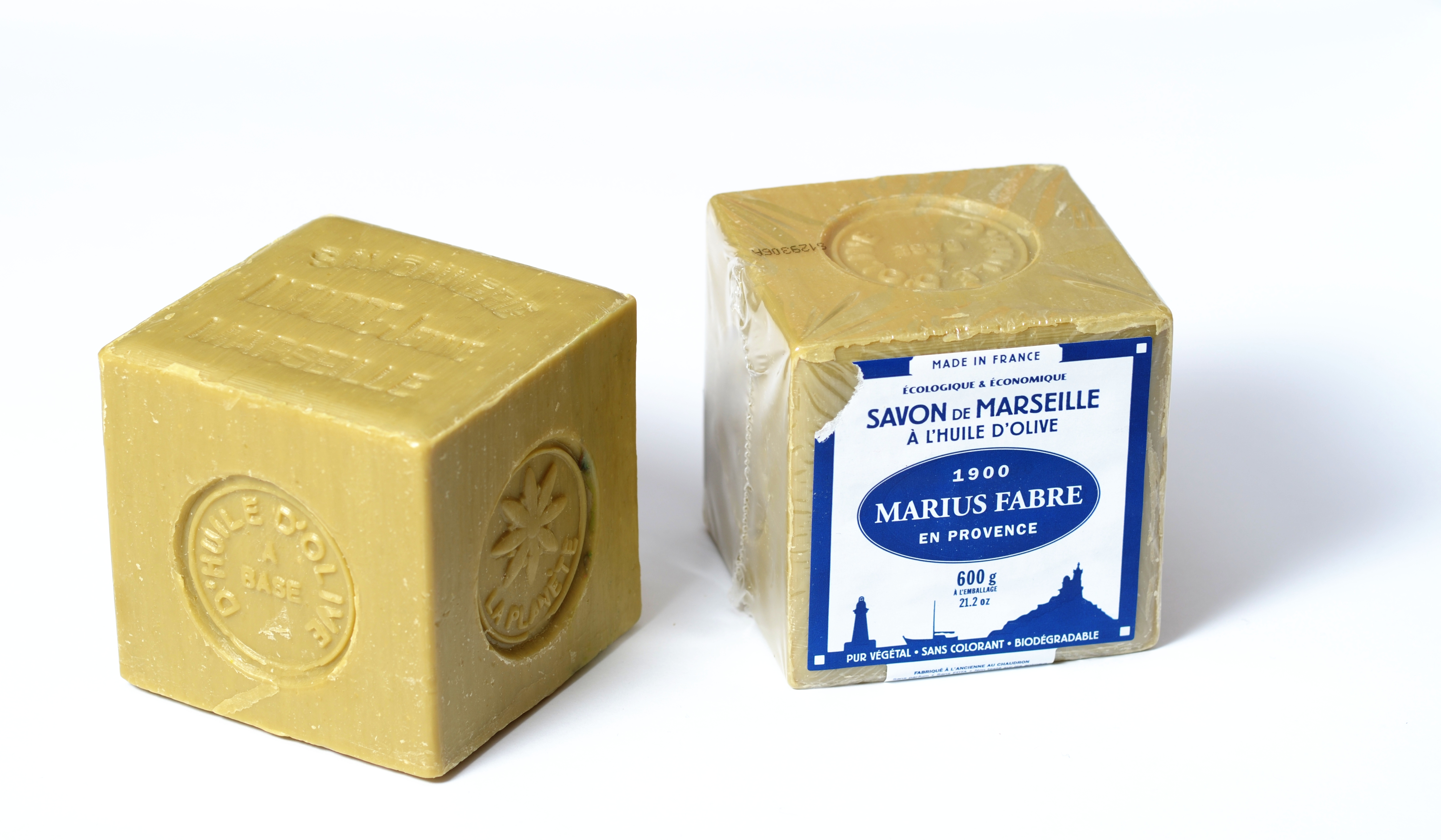
Französische Kernseife (Marseille)

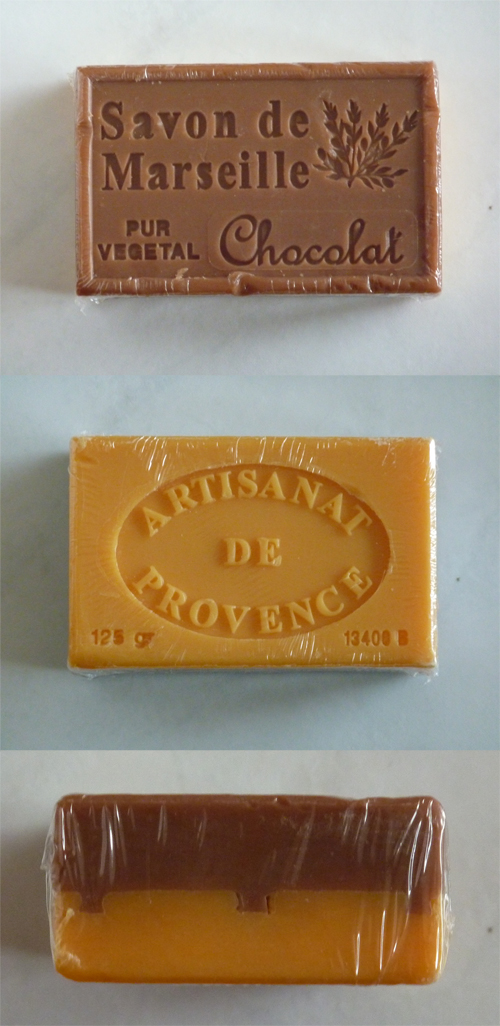
Zweischichtige französische Kernseife

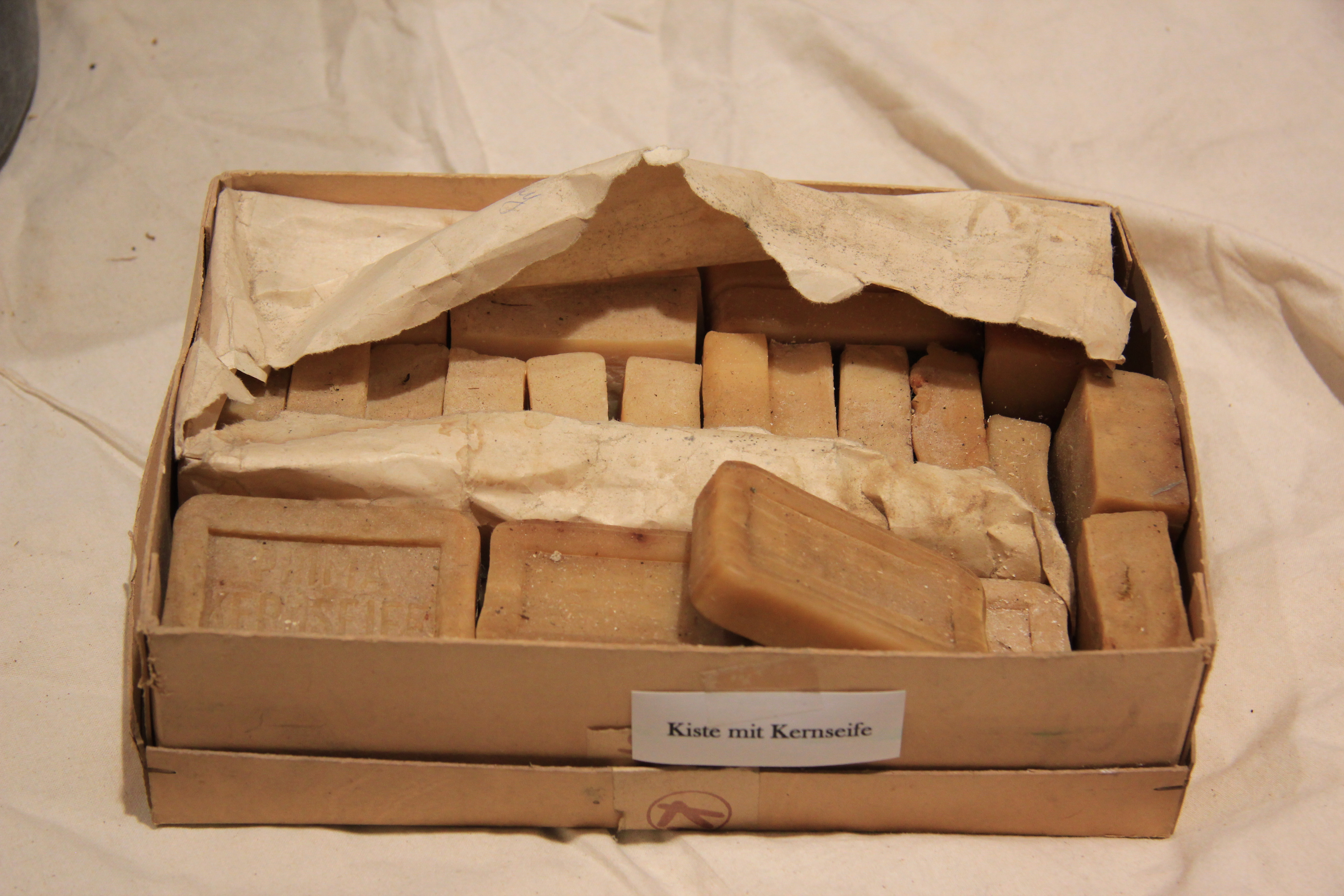
Schachtel mit österreichischer Kernseife (um 1914)

Kernseifen (lateinisch Sapo medicatus), veraltet auch Natronseifen, zählen zu den Seifen und sind in der Regel Natriumsalze von Fettsäuren. Sie haben eine weiße bis bräunliche Farbe und einen Fettsäuregehalt von 72 bis 75 %. Sie werden meist aus Fetten geringerer Qualität gewonnen. Kernseifen bilden die Grundlage für Zubereitungen, die oft Feinseifen genannt werden und mit pflegenden Zusätzen, Parfüms und Farbstoffen versetzt sind.

## Namensgebung
Der Name Kernseife basiert auf dem Herstellungsverfahren von Seifen, bei dem aus einer in viel Wasser kochenden Seifenmasse durch Zusatz von Kochsalz (Natriumchlorid) der Seifenkern abgeschieden wird, der als oben schwimmende Masse fester, also „kerniger“ wird.

## Herstellung
Durch Verseifung werden Fette (Talg, Schweine- und Knochenfette) oder Pflanzenöle mit Natronlauge in die Natriumsalze der Fettsäuren und Glycerin zerlegt. Die dabei entstehende Seifenmasse wird Leimseife genannt und ist die Vorstufe zur Gewinnung der Kernseife. Nach Zusatz von Natriumchlorid (Aussalzen) schwimmt der Seifenkern auf und wird abgetrennt. Das wasserlösliche Glycerin und unerwünschte Begleitstoffe aus den Fetten bleiben in der Lösung zurück (siehe dazu auch Seife).

## Eigenschaften und Verwendung
Die bei der Herstellung entstehenden Salze der Fettsäuren sind die eigentliche Seife und verfügen über eine reinigende Wirkung, da sie die Eigenschaften eines Tensids besitzen. Mit Hilfe der Seife können somit viele in Wasser nicht lösliche Stoffe – z. B. Fette und Öle – mit Wasser abgespült werden.
In der Praxis werden Kernseifen bzw. Zubereitungen auf der Basis von Kernseifen im Bereich der Körperpflege überwiegend nur noch zum Reinigen der Hände verwendet, da sie  alkalisch (pH-Wert über 7) reagieren und im Kontakt mit Schleimhäuten Hautreizungen auftreten. Kernseife wirkt antiseptisch und wird mit warmem Wasser als Hausmittel bei Nagelbettentzündungen eingesetzt. Kernseife wird außerdem zur Formung von Dreadlocks genutzt.
In Waschmitteln spielen Seifen wegen der Bildung von Kalkseifen nur noch eine untergeordnete Rolle als Entschäumer.
Neben der Reinigung dienen Seifen auch zur Oberflächenbehandlung von Holz. Sie hellen Nadelhölzer auf, verschließen die Poren, verringern die Schmutzanhaftung und die Fleckenbildung durch Fette oder in das Holz eindringende Farbstoffe.
Bei der Reinigung von Pinseln (besonders in der Ölmalerei) sorgt die Kernseife für eine längere Haltbarkeit der Borsten bzw. Haare.
Mitunter werden wässrige Seifenlösungen zur Schädlingsbekämpfung bei Nutzpflanzen eingesetzt, z. B. gegen Thripse und Blattläuse.